# Typhonia dissoluta
Typhonia dissoluta is een vlinder uit de familie zakjesdragers (Psychidae). De wetenschappelijke naam van deze soort is voor het eerst geldig gepubliceerd in 1908 door Meyrick.